# Evarcha orientalis
Evarcha orientalis är en spindelart som först beskrevs av Song D., Chai I. 1992.  Evarcha orientalis ingår i släktet Evarcha och familjen hoppspindlar. Inga underarter finns listade i Catalogue of Life.